# Galambos Ramóna
Galambos Ramóna magyar női birkózó. A Pécsi Egyetemi Atlétikai Club sportolója. 2016-ban a női birkózás 55 kg-os súlycsoportjában Európa-bajnoki bronzérmet szerzett, 2014-ben, 2015-ben női birkózásban a 60 kg-os súlycsoportban országos bajnok birkózó.

## Sportpályafutása
A 2018-as felnőtt Európa-bajnokságon az 55 kg-os női birkózás selejtezőjében a cseh Lenka Hocková volt ellenfele, akitől 4–1 arányban kikapott. Ellenfele végül alulmaradt belarusz kihívójával szemben, így vigaszágon nem kapott esélyt a folytatásra.
A 2018-as birkózó-világbajnokságon a selejtezőben ellenfele az amerikai Jacarra Winchester volt. Mérkőzésére 2018. október 22-én került sor, azonban vereséget szenvedett és a vigaszágon sem folytathatta a küzdelmeket.